# Questo viaggio chiamavamo amore
Questo viaggio chiamavamo amore è un romanzo di Laura Pariani, pubblicato nel 2015. L'anno successivo il libro ha vinto il Premio Bergamo.
L'opera è incentrata sul poeta Dino Campana, quando era rinchiuso da anni nel manicomio di Castelpulci, e sui colloqui intercorsi tra il poeta e lo psichiatra Carlo Pariani, interessato al suo caso clinico.

## Il titolo
Questo viaggio chiamavamo amore (che costituisce il titolo del libro di Laura Pariani) è un verso della poesia In un momento, scritta da Dino Campana per Sibilla Aleramo.

## Capitoli
Alcuni titoli di capitolo sono tratti dai testi di Dino Campana:
- UNO - L'uomo o il viaggio, il resto o l'incidente. Messaggio per l'aldilà[5]
- DUE - Regio Manicomio di Castel Pulci. Novembre 1926
- TRE - Su un mare giallo de la portentosa dovizia del fiume Lettera a un garzoncello della Valle Maggia[6]
- QUATTRO - Tra la turba delle signorine elastiche Memoriale di un ex bicicletero[7]
- CINQUE - Regio Manicomio di Castel Pulci. Dicembre 1926
- SEI - Commenta secco \ E sordo un revolver che annuncia Ultimo avviso alla cricca dei Signori Critici[8]
- SETTE - L'ora che l'illustre somiero rampa Comunicazione radiotelefonica al professor Loco[9]
- OTTO -  Passano l'ore, vengono i prodigi Scambio di dati col Direttore Istat[10]
- NOVE - Regio Manicomio di Castel Pulci. Marzo 1927
- DIECI - Venere passa in barroccio Chiacchierata con Bellabionda[11]
- UNDICI - Regio Manicomio di Castel Pulci. Marzo 1927
- DODICI - Quiere Usted Mate? Lettera a una guardiana di tacchini[12]
- TREDICI - L'ombra delle selvagge nell'ombra Confessione e supplica a Nausicaa dalle negre braccia[13]
- QUATTORDICI - Regio Manicomio di Castel Pulci. Aprile 1927
- QUINDICI - Era la notte \ Di fiera della perfida Babele Conversazione con un Ghignagatto[14]
- SEDICI - Regio Manicomio di Castel Pulci. Aprile 1927
- DICIASSETTE - Una testa spasmodica, una barba rossastra Messaggio telepatico al compagno Barbarossa[15]
- DICIOTTO - Chiudiamo gli occhi o squarciamo il pavone bastardo Informativa al marchese De Sade[16]
- DICIANNOVE - Regio Manicomio di Castel Pulci. Ottobre 1927
- VENTI - O Regina o Regina adolescente Miserere per Maria Bebé[17]
- VENTUNO - Pum, mamma quell'omo lassù Lettera alla Signora Madre[18]
- VENTIDUE - Una goccia di luce sanguigna Richiesta urgente di brevetto[19]
- VENTITRE - Regio Manicomio di Castel Pulci. Ottobre 1929
- VENTIQUATTRO - Era una melodia, era un alito? Sfida musicale ma non troppo a un villanzone del Nuovo Mondo[20]
- VENTICINQUE - Un disco livido spettrale Lettera di scuse all'ingegner Grenacher[21]
- VENTISEI - Colle nostre lagrime facevamo le rose Telefonata al dottor Sigmund Freud[22]
- VENTISETTE - Regio Manicomio di Castel Pulci. Aprile 1930
- VENTOTTO - Più di qualunque altra donna... dei due mondi Colloquio telefonico con Manuelita Etchegarray[23]
- VENTINOVE - Regio Manicomio di Castel Pulci. Aprile 1930
- TRENTA - Sulla pampa nella corsa dei venti Commento per l'Ipocrita Lettore[24]
- TRENTUNO - Tutto tutto si annega nel dolce rumore dell'ali Lettera a voi, o forse a nessuno[25]

## Trama
1926: nel manicomio di Castel Pulci, dove è ricoverato da anni e non per la prima volta, Dino Campana attende l'ora di cena in uno stanzone, insieme a infermieri e internati. Un moscone suscita d'improvviso l'eccitazione dei pazienti. Dino interviene con un discorso per salvare la vita al moscone, che è innocuo e fonte di ricordi per tutti. Le sue parole suscitano ammirazione negli infermieri e calma nei compagni. Tranquillizzato sulla sorte del moscone, Dino compone nella sua mente una lettera per l'amico Regolo Orlandetti, suo compagno di gioventù e di viaggi: Regolo, che ora è morto, è venuto da Dino in forma di moscone. Così sfilano i ricordi di strade polverose, di porti e piroscafi, delle pianure uruguagie dove i due trascorsero giorni e notti sotto stelle che prima non conoscevano.
Proprio in quei giorni, arriva a Castel Pulci lo psichiatra Carlo Pariani, già autore di scritti sulle relazioni tra arte e follia. Vuole parlare con Dino Campana e si è sobbarcato una lunga trasferta. Invece il malato si mette in capo che il medico lo voglia togliere dal ricovero, lui che ha così a lungo sofferto per una mania di vagabondare e che ora non vuole più uscire di lì. A ben poco valgono le sollecitazioni del medico, in questa prima visita e nelle numerose che seguiranno; Dino rifiuta di parlare della sua poesia, di scrivere sulla carta che il dottore gli offre, insomma, di aprirsi. Finché un giorno stende un elenco di tutti i lavori che ha fatto nel suo viaggio in Sudamerica, però l'elenco è in ordine alfabetico e sembra un puro esercizio di scrittura.
Tutti i pensieri e ricordi, il malato li riversa in vari altri modi: scrivendo lettere immaginarie, facendo telefonate e inviando messaggi radio sempre con la mente, a personaggi pubblici o sconosciuti. Non lo rallegra il fatto che di recente alcune riviste letterarie abbiano parlato di lui, gli sembra l'occasione per minacciare un duello. Ma più di ogni cosa, sono i volti e i casi vissuti nella pampa e sul Río de la Plata a dare voce all'infelice poeta: da una colonia di emigrati svizzeri, a una libera pascolatrice di tacchini, dal cimitero dove riposano tanti fanciulli e adolescenti, all'onnipresente bevanda tradizionale, il mate.
Piano piano, nella testa di Dino appaiono altre figure fantastiche o deformate, immagini di incendi e idee di complotti contro di lui. Affiora il nocciolo dei suoi rancori: la madre anafettiva e punitiva, le sue previsioni su quel figlio così (a dir di lei) malriuscito. Alla madre-carnefice si affiancano rivelazioni sulla vita, specie notturna, nel manicomio, sugli orrori dell'elettroterapia, sul crudele infermiere Calibàn. Non che il povero paziente riferisca in modo diretto a Pariani le sue fantasticherie: le narra al mondo che invade la sua mente, a Freud, che se non fosse nato, avrebbero dovuto inventarlo. A chi dire che la madre di Dino fosse capace di distruggere le rose, quelle stesse che lui guarda da un finestrone, prima di entrare nel gabinetto medico?
E passano alcuni anni. Più volte Pariani trova Dino con la febbre alta. Non vecchio, si sta logorando e sembra assurdo fare tanta strada per parlare con un muto: ma tutto ha un senso, anche il suggerimento di tenerlo più pulito e asciutto di quanto non sia. E quando, nell'ultima malattia, si fanno più frequenti i richiami alla religione dell'infanzia, Dino aprirà una porta, poi un'altra e ancora, finché sentirà dire: "È andato".

## Edizioni
- Laura Pariani, Questo viaggio chiamavamo amore, Einaudi, Torino 2015 ISBN 978-88-06-22367-0